# Installation 01
Installation 01 est un prochain jeu vidéo de tir à la première personne conçu par des fans basé sur la série Halo et développé par Soon Studios (anciennement connu sous le nom de The Installation 01 Team). Installation 01 est en cours de développement pour les systèmes d'exploitation Microsoft Windows, macOS et Linux utilisant le moteur de jeu Unity.

## Développement
Installation 01 est un projet de jeu multijoueur créé par des fans pour Microsoft Windows, macOS et Linux par Soon Studios. L'objectif est de reproduire le gameplay multijoueur de Halo: Combat Evolved, Halo 2, Halo 3, Halo 4 et Halo 5 en hommage à la série de jeux et de le faire sans utilisation des actifs de Microsoft. Le jeu tire son nom de l'anneau Halo créé par les Forerunner dans l'univers éponyme.